# García Jiménez
Pour les articles homonymes, voir García.
García Jiménez (García II selon certaines numérotations) fut sous-roi ou co-roi d’une partie du royaume de Pampelune à la fin du IXe siècle.

## Biographie
La dynastie basque régnante des Jiménez contrôlait apparemment une partie du futur royaume de Navarre distincte de celle tenue par les descendants d’Eneko Arista de Pampelune (Íñigo Arista). García est supposé avoir succédé à son père du vivant de García Ier de Navarre (García Íñiguez), et est listé par le codex de Roda comme étant d’« une autre partie du royaume » de Pampelune.
Par une reconstruction populaire, quand le roi García Ier mourut censément en 870 pendant que son fils et héritier Fortún Garcés était emprisonné à Cordoue, García Jiménez serait devenu le régent incontesté du royaume jusqu’à ce qu’il soit tué à Aibar en 882 lors d’une bataille contre l’émir de Cordoue Muhammad Ier. Cependant, il y a des preuves que García Íñiguez était encore en vie quand son fils revint en 880, et il est possible que ce soit lui qui ait été tué en 882. En fait, il n’y a aucune preuve documentaire que García Jiménez ait joué un rôle dans le gouvernement du royaume de Pampelune.

## Unions et postérité
García Jiménez épousa en premières noces Oneca, "Rebelle de Sangüesa", dont il eut :
- Íñigo, appelé 'roi' dans le Codex de Roda, peut-être successeur de son père ;
- Sancha, mariée en premières noces avec Íñigo Fortúnez, fils du roi Fortún Garcés, puis en secondes noces avec Galindo II Aznárez, comte d’Aragon.

García Jiménez épousa en secondes noces Dadildis de Pallars, sœur du comte Raymond Ier de Pallars et Ribagorza dont il eut :
- Sanche Ier, futur unique roi de Pampelune ;
- Jimeno, roi ayant succédé à Sanche Ier.